# Rhodococcus sariuoni
Rhodococcus sariuoni är en insektsart som beskrevs av Borchsenius 1955. Rhodococcus sariuoni ingår i släktet Rhodococcus och familjen skålsköldlöss. Inga underarter finns listade i Catalogue of Life.